# Francja na Zimowych Igrzyskach Olimpijskich 1984
Francję na Zimowych Igrzyskach Olimpijskich 1984 reprezentowało 32 zawodników: dwudziestu dwóch mężczyzn i dziesięć kobiet. Był to czternasty start reprezentacji Francji na zimowych igrzyskach olimpijskich.

## Medaliści
| Medal | Imię i nazwisko | Dyscyplina            | Konkurencja          |
| ----- | --------------- | --------------------- | -------------------- |
|       | Perrine Pelen   | Narciarstwo alpejskie | Slalom kobiet        |
|       | Didier Bouvet   | Narciarstwo alpejskie | Slalom mężczyzn      |
|       | Perrine Pelen   | Narciarstwo alpejskie | Slalom gigant kobiet |

## Narciarstwo alpejskie
Mężczyźni
| Zawodnik          | Konkurencja   | Wyścig 1          | Wyścig 1 | Wyścig 2 | Wyścig 2 | Łącznie           | Łącznie |
| Zawodnik          | Konkurencja   | Czas              | Miejsce  | Czas     | Miejsce  | Czas              | Miejsce |
| ----------------- | ------------- | ----------------- | -------- | -------- | -------- | ----------------- | ------- |
| Philippe Verneret | Zjazd         |                   |          |          |          | 1:49.30           | 29      |
| Michel Vion       | Zjazd         |                   |          |          |          | 1:48.68           | 25      |
| Franck Piccard    | Zjazd         |                   |          |          |          | 1:48.06           | 20      |
| Franck Piccard    | Slalom gigant | Nie ukończył      | –        | –        | –        | Nie ukończył      | –       |
| Michel Vion       | Slalom gigant | Nie ukończył      | –        | –        | –        | Nie ukończył      | –       |
| Yves Tavernier    | Slalom gigant | 1:23.32           | 17       | 1:22.05  | 14       | 2:45.37           | 16      |
| Didier Bouvet     | Slalom gigant | 1:22.16           | 11       | 1:22.09  | 15       | 2:44.25           | 14      |
| Michel Vion       | Slalom        | Zdyskwalifikowany | –        | –        | –        | Zdyskwalifikowany | –       |
| Michel Canac      | Slalom        | Nie ukończył      | –        | –        | –        | Nie ukończył      | –       |
| Yves Tavernier    | Slalom        | Nie ukończył      | –        | –        | –        | Nie ukończył      | –       |
| Didier Bouvet     | Slalom        | 51.99             | 5        | 48.21    | 3        | 1:40.20           |         |

Kobiety
| Zawodniczka          | Konkurencja   | Wyścig 1          | Wyścig 1 | Wyścig 2      | Wyścig 2 | Łącznie           | Łącznie |
| Zawodniczka          | Konkurencja   | Czas              | Miejsce  | Czas          | Miejsce  | Czas              | Miejsce |
| -------------------- | ------------- | ----------------- | -------- | ------------- | -------- | ----------------- | ------- |
| Élisabeth Chaud      | Zjazd         |                   |          |               |          | Nie ukończył      | –       |
| Marie-Luce Waldmeier | Zjazd         |                   |          |               |          | 1:15.56           | 20      |
| Caroline Attia       | Zjazd         |                   |          |               |          | 1:15.04           | 15      |
| Fabienne Serrat      | Slalom gigant | 1:11.52           | 21       | Nie ukończyła | –        | Nie ukończyła     | –       |
| Carole Merle         | Slalom gigant | 1:10.73           | 13       | 1:12.54       | 8        | 2:23.27           | 11      |
| Anne-Flore Rey       | Slalom gigant | 1:10.09           | 7        | 1:12.86       | 13       | 2:22.95           | 10      |
| Perrine Pelen        | Slalom gigant | 1:09.64           | 4        | 1:11.76       | 2        | 2:21.40           |         |
| Anne-Flore Rey       | Slalom        | Zdyskwalifikowana | –        | –             | –        | Zdyskwalifikowana | –       |
| Carole Merle         | Slalom        | 51.68             | 20       | 52.62         | 16       | 1:44.30           | 16      |
| Perrine Pelen        | Slalom        | 48.85             | 4        | 48.53         | 4        | 1:37.38           |         |
| Christelle Guignard  | Slalom        | 48.71             | 1        | Nie ukończyła | –        | Nie ukończyła     | –       |

### Biathlon
Mężczyźni
| Konkurencja  | Zawodnik       | Pudła 1 | Czas    | Miejsce |
| ------------ | -------------- | ------- | ------- | ------- |
| 10 km Sprint | Éric Claudon   | 2       | 34:05.1 | 28      |
| 10 km Sprint | Francis Mougel | 4       | 33:50.4 | 27      |
| 10 km Sprint | Yvon Mougel    | 2       | 31:32.9 | 6       |

| Konkurencja   | Zawodnik         | Czas      | Kary | Skorygowany czas 2 | Miejsce |
| ------------- | ---------------- | --------- | ---- | ------------------ | ------- |
| Bieg na 20 km | Christian Poirot | 1'14:54.2 | 6    | 1'20:54.2          | 23      |
| Bieg na 20 km | Francis Mougel   | 1'13:20.5 | 7    | 1'20:20.5          | 21      |
| Bieg na 20 km | Yvon Mougel      | 1'10:53.1 | 4    | 1'14:53.1          | 4       |

Sztafeta mężczyzn 4 x 7,5 km
| Zawodnicy                                                | Wyścig  | Wyścig    | Wyścig  |
| Zawodnicy                                                | Pudła 1 | Czas      | Miejsce |
| -------------------------------------------------------- | ------- | --------- | ------- |
| Francis Mougel Éric Claudon Yvon Mougel Christian Poirot | 3       | 1'43:57.6 | 9       |

### Bobsleje
| Osada | Zawodnicy                               | Konkurencja | Ślizg 1 | Ślizg 1 | Ślizg 2 | Ślizg 2 | Ślizg 3 | Ślizg 3 | Ślizg 4       | Ślizg 4 | Łącznie       | Łącznie |
| Osada | Zawodnicy                               | Konkurencja | Czas    | Miejsce | Czas    | Miejsce | Czas    | Miejsce | Czas          | Miejsce | Czas          | Miejsce |
| ----- | --------------------------------------- | ----------- | ------- | ------- | ------- | ------- | ------- | ------- | ------------- | ------- | ------------- | ------- |
| FRA-1 | Gérard Christaud-Pipola Patrick Lachaud | Dwójki      | bd.     | ?       | bd.     | ?       | bd.     | ?       | Nie ukończyli | –       | Nie ukończyli | –       |

| Osada | Zawodnicy                                                             | Konkurencja | Ślizg 1 | Ślizg 1 | Ślizg 2 | Ślizg 2 | Ślizg 3 | Ślizg 3 | Ślizg 4 | Ślizg 4 | Łącznie | Łącznie |
| Osada | Zawodnicy                                                             | Konkurencja | Czas    | Miejsce | Czas    | Miejsce | Czas    | Miejsce | Czas    | Miejsce | Czas    | Miejsce |
| ----- | --------------------------------------------------------------------- | ----------- | ------- | ------- | ------- | ------- | ------- | ------- | ------- | ------- | ------- | ------- |
| FRA-1 | Gérard Christaud-Pipola Philippe Aurox Philippe Stott Patrick Lachaud | Czwórki     | 50.77   | 10      | 51.51   | 17      | 51.50   | 15      | 51.48   | 13      | 3:25.26 | 13      |

## Biegi narciarskie
Mężczyźni
| Konkurencja   | Zawodnik            | Wyścig    | Wyścig  |
| Konkurencja   | Zawodnik            | Czas      | Miejsce |
| ------------- | ------------------- | --------- | ------- |
| Bieg na 15 km | Jean-Denis Jaussaud | 45:44.4   | 44      |
| Bieg na 15 km | Dominique Locatelli | 44:07.5   | 31      |
| Bieg na 30 km | Jean-Denis Jaussaud | 1'38:48.1 | 42      |
| Bieg na 30 km | Dominique Locatelli | 1'33:25.3 | 18      |
| Bieg na 50 km | Dominique Locatelli | 2'26:21.3 | 28      |

## Łyżwiarstwo figurowe
Mężczyźni
| Zawodnik               | Konkurencja | Nota | Miejsce |
| ---------------------- | ----------- | ---- | ------- |
| Laurent Depouilly      | Soliści     | 29.6 | 15      |
| Jean-Christophe Simond | Soliści     | 11.8 | 6       |

Kobiety
| Zawodniczka    | Konkurencja | Nota | Miejsce |
| -------------- | ----------- | ---- | ------- |
| Agnès Gosselin | Solistki    | 35.4 | 18      |

Para
| Zawodnicy                   | Konkurencja      | Nota | Miejsce |
| --------------------------- | ---------------- | ---- | ------- |
| Nathalie Herve Pierre Bechu | Taniec na lodzie | 28.6 | 14      |

## Skoki narciarskie
| Zawodnik     | Konkurencja       | Skok 1  | Skok 1 | Skok 2  | Skok 2 | Łącznie | Łącznie |
| Zawodnik     | Konkurencja       | Dystans | Punkty | Dystans | Punkty | Punkty  | Miejsce |
| ------------ | ----------------- | ------- | ------ | ------- | ------ | ------- | ------- |
| Gérard Colin | Skocznia normalna | 84.5    | 98.7   | 83.0    | 93.8   | 192.5   | 15      |
| Gérard Colin | Skocznia duża     | 90.0    | 71.2   | 101.0   | 92.6   | 163.8   | 32      |

## Łyżwiarstwo szybkie
Mężczyźni
| Konkurencja     | Zawodnik        | Wyścig   | Wyścig  |
| Konkurencja     | Zawodnik        | Czas     | Miejsce |
| --------------- | --------------- | -------- | ------- |
| Bieg na 500 m   | Hans van Helden | 39.71    | 24      |
| Bieg na 1000 m  | Hans van Helden | 1:18.77  | 18      |
| Bieg na 1500 m  | Hans van Helden | 1:59.39  | 4       |
| Bieg na 5000 m  | Jean-Noël Fagot | 7:44.60  | 31      |
| Bieg na 5000 m  | Hans van Helden | 7:24.59  | 11      |
| Bieg na 10000 m | Jean-Noël Fagot | 15:59.65 | 31      |
| Bieg na 10000 m | Hans van Helden | 15:26.10 | 25      |